# Sinkanszen 200-as sorozat
A Sinkanszen 200-as sorozat a nagysebességű Sinkanszen villamos motorvonatok harmadik generációja. Összesen 700 járműegység épült (66 teljes szerelvény).
Míg forgalomban voltak, addig 10 részes motorvonatok voltak összeállítva, de lehetséges a 8, 12, 16 kocsis szerelvény is. A járművek alumíniumból készültek. Kezdetben a Japán Nemzeti Vasutak üzemeltette a Dzsóecu Sinkanszen és a Tóhoku Sinkanszen vonalakon, később a JR East üzemeltette a sorozatot. A vonatok valójában megelőzik a Sinkanszen 100-as sorozatot, mivel 1980 és 1986 között épültek. Selejtezésük 2013 áprilisában fejeződött be.

## Műszaki jellemzés
Ezek leginkább a korábbi Sinkanszen 0-s sorozatra hasonlítanak, (a 100-as sorozat "cápa orral" rendelkezik), de könnyebbek és erősebbek, hiszen azon a két vonalon, melyen közlekednek, sokkal hegyesebbek, a lejtők pedig meredekebbek. Továbbá ezeken a vonalakon gyakran van havazás, emiatt a vonófejek rendelkeznek egy kicsi hóekével is, és a berendezések védve vannak a hó ellen.
Az első egységek képesek voltak a 210 km/h sebességre, de ezt később megemelték 240 km/h-ra. Négy motorvonatot átalakítottak a 275 km/h sebességre.
Néhány egységet módosított, visszahúzható kapcsolókészülékekkel láttak el, hogy csatolni lehessen a mini-sinkanszenekkel, de ezt már nem használják.
Ezenkívül néhány a későbbi 200-as sorozatot felszereltek kétszintes kocsikkal, melyeknek az alsó szintjén standard osztály, a felső szinten zöld osztály (első osztály) volt. Ezeket is eltávolították a szolgálatból.
Felújításuk 1999 és 2002 között történt meg.

## Variációk
A vonatoknak több variációban készültek 1982 és 2005 között.

### E set (1982–1993)
Az E set 12 részes vonatai a Tóhoku Sinkanszenen a Yamabiko és Aoba szolgáltatásokban, valamint a Dzsóecu Sinkanszen Asahi és Toki szolgáltatásokban közlekedtek. A legnagyobb sebessége 210 km/h, ami változatlanul megmaradt 1993 elejéig.

### F set (1983–2007)
12 kocsis szerelvények, maximális sebesség 240 km/h. 1990 márciusában négy szerelvényt átalakítottak 275 km/h maximális sebességre az Asahi szolgáltatások kiszolgálására. Ezt megszüntették a Dzsóecu Sinkanszen vonalon 1998-ban a Sinkanszen E2 sorozat bevezetése miatt.

### G set (1987–1999)
10 kocsis, majd később 8 kocsis szerelvények, maximális sebességük 210 km/h.

### H set (1990–2005)
Hat tizenhárom kocsis, majd tizenhat kocsis szerelvények (H1-H6), maximális sebességük 240 km/h. A Yamabiko (becenevén Super Yamabiko) szolgáltatásban közlekedtek. A szerelvényekben közlekedett a két kétszintes zöld kocsi is (9. és 10. kocsi).

### K set (1992–)
Nyolc kocsis, majd tíz kocsis vonatok, maximális sebességük 240 km/h

## Utastér

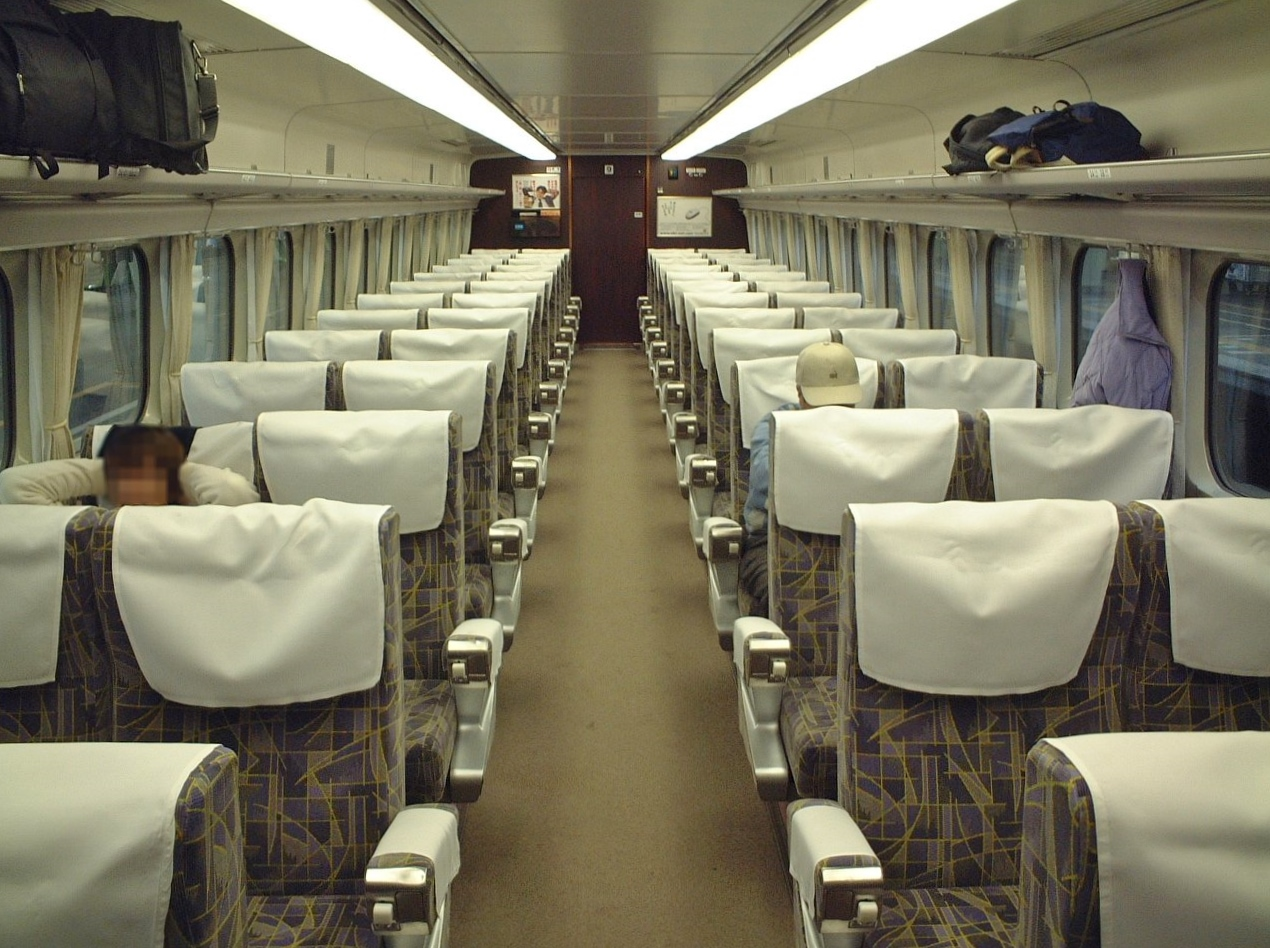
Green car, 2002 január
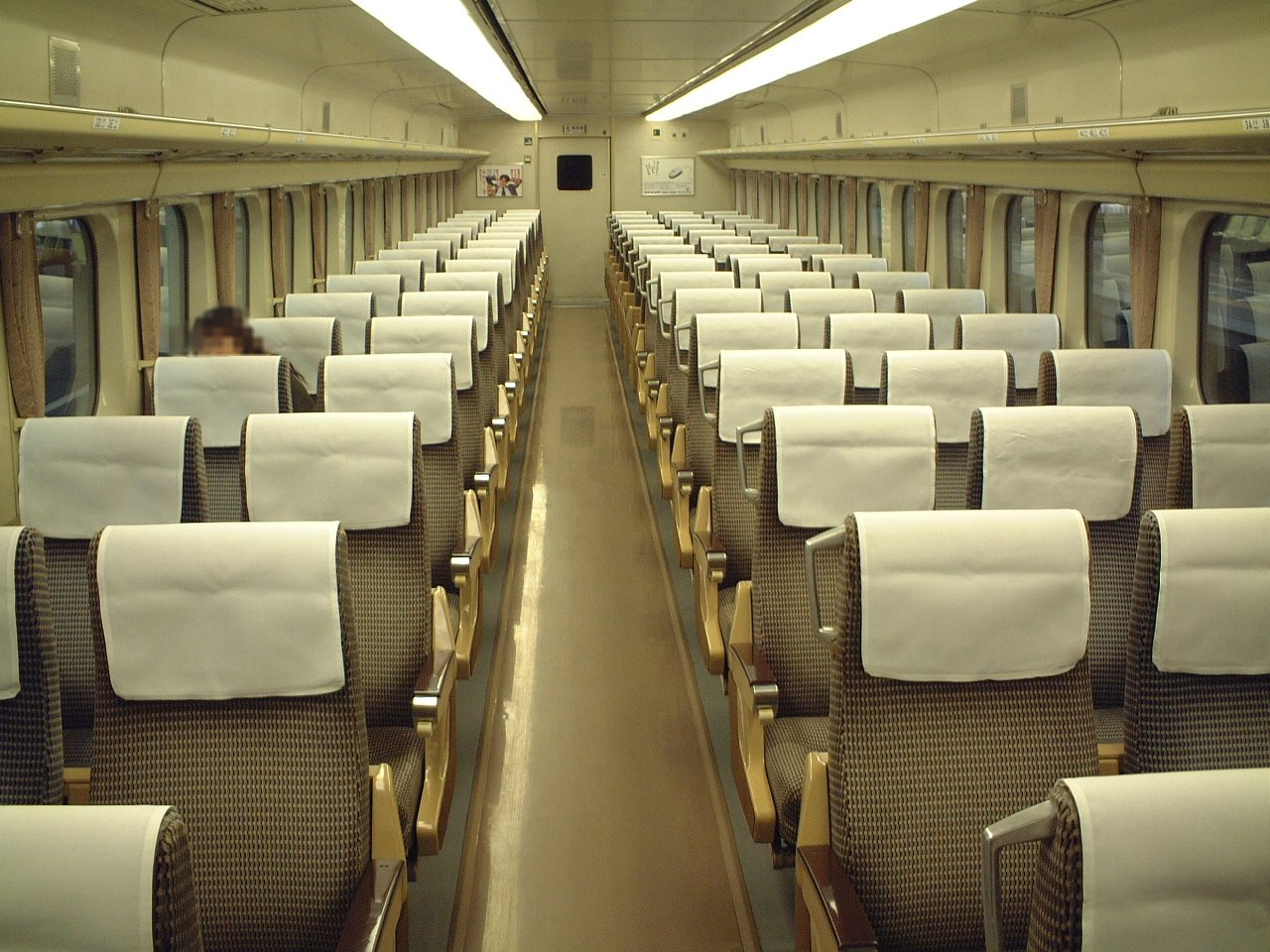
Standard car 3+2 üléselrendezéssel, 2002 január

## Baleset

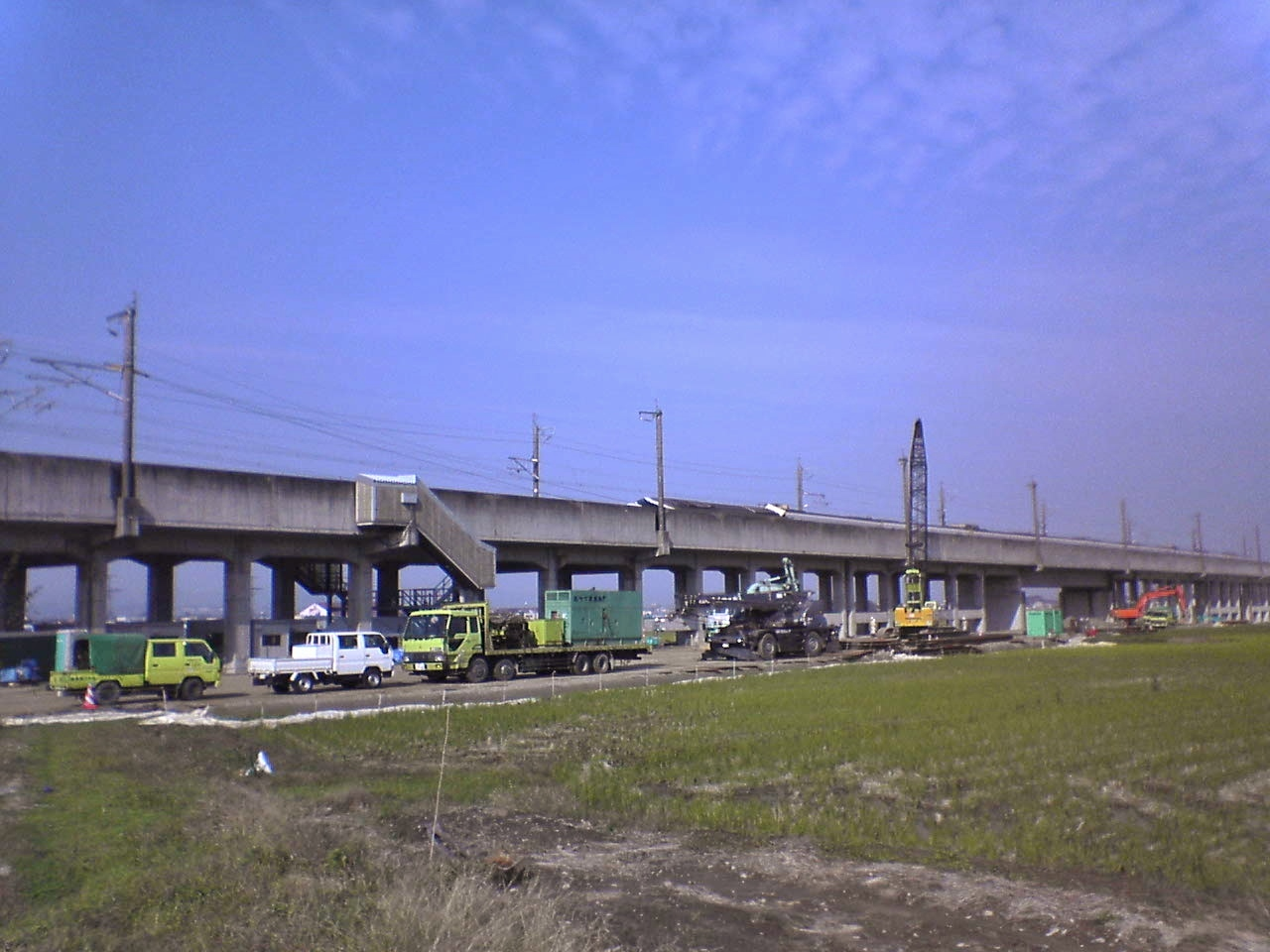
A kisiklott szerelvény

A K25 szerelvény (mint Toki 325 járat) 2004. október 23-án egy földrengés miatt 200 km/h sebességnél kisiklott a Dzsóecu Sinkanszenvonalon Nagaoka állomás és Urasa állomás között. A 10 kocsiból 8 kisiklott, de senki sem halt meg. Ez volt a Sinkanszen történetének első siklása. A K25-ös szerelvényt 2005. március 25-én selejtezték.